# Kemeko Deluxe!
Kemeko Deluxe! (ケメコデラックス!?, Kemeko Derakkusu) è un manga scritto ed illustrato da Masakazu Iwasaki, la cui serializzazione è iniziate nel 2005 sulla rivista Dengeki Comic Gao! pubblicata dalla MediaWorks. Ne è stato tratto un adattamento animato andato in onda fra l'ottobre ed il dicembre 2008.

## Trama
Un piccolo robot, dalle sembianze di una bambola, compare nella stanza di Sanpeita Kobayashi, normale studente giapponese. Il robot dichiara di essere sua moglie, e da esso esce fuori una bellissima ragazza aliena di nome M.M., a cui Kobayashi aveva promesso di sposarla dieci anni prima. In realtà M.M. ha come obiettivo principale quello di difendere il suo amato dalla crudele Mishima Corporation, che è fortemente interessata al misterioso potere che si nasconde nel corpo di Kobayashi.

## Personaggi
Sanpeita Kobayashi (小林 三平太?, Kobayashi Sanpeita)
Doppiato da Eri Kitamura
Kemeko (ケメコ?, Kemeko)
Doppiata da Chiwa Saitou
M.M. Mishima May (エムエム?, Emuemu)
Doppiata da Haruka Tomatsu
Izumi Makihara (牧原 イズミ?, Makihara Izumi)
Doppiata da Mikako Takahashi
Tamako Kobayashi (小林 タマ子?, Kobayashi Tamako)
Doppiata da Mai Goto
Fumiko Kobayashi (小林 ふみ子?, Kobayashi Fumiko)
Doppiata da Ayako Kawasumi
Ryōko Kurosaki (黒崎 リョーコ?, Kurosaki Ryōko)
Doppiata da Ryouko Shiraishi
Misaki Hayakawa (早川 美咲?, Hayakawa Misaki)
Doppiata da Rie Kugimiya
Miura Hayakawa
Doppiata da Mamiko Noto
Ryouta Minamino (南野 リョータ?, Minamino Ryōta)
Doppiata da Fumie Mizusawa
Vanilla M. Repairs (ヴァニラ・M・リペアーズ?, Vanira M Repeāzu)
Doppiata da Aya Endou
Kyte Brian Sounds
Doppiato da Umeka Shouji
Kiriko (キリコ?, Kiriko)
Doppiata da Kotono Mitsuishi
Aoi-chan (葵ちゃん?, Aoi-chan)
Doppiata da Saeko Chiba

## Episodi
| Nº | Titolo italiano Giapponese 「Kanji」 - Rōmaji                                                    | In onda          | In onda |
| Nº | Titolo italiano Giapponese 「Kanji」 - Rōmaji                                                    | Giapponese       |         |
| 01 | The Steel Bride 「鋼鉄の花嫁」 - Koutetsu no Hanayome                                            | 10 gennaio 2010  |         |
| 02 | Kobayashi Family People 「小林家の人々」 - Kobayashi-ke no hitobito                              | 17 gennaio 2010  |         |
| 03 | Kemeko Goes to School! 「ケメコ登校!?」 - kemeko toukou!?                                        | 24 gennaio 2010  |         |
| 04 | When She Changes Into a Swimsuit 「彼女が水着に着替えたら!?」 - kanojo ga mizugi ni kigae tara!? | 31 gennaio 2010  |         |
| 05 | A Warrior's Respite 「戦士の休息」 - senshi no kyuusoku                                          | 7 febbraio 2010  |         |
| 06 | A Woman From Mishima 「ミシマの女」 - mi shima no onna                                           | 14 febbraio 2010 |         |
| 07 | Izumi-chan in a Pinch 「ピンチのイズミちゃん！」 - pinchi no izumi chan!                         | 21 febbraio 2010 |         |
| 08 | Black ☆ Girl 「ブラック☆ガール」 - burakku ☆ gaaru                                               | 28 febbraio 2010 |         |
| 09 | Battle Royale? 「ばとるろわいやる？」 - batorurowaiyaru ?                                        | 7 marzo 2010     |         |
| 10 | Fireworks 「花火」 - hanabi                                                                      | 14 marzo 2010    |         |
| 11 | Mishima 「ミシマ」 - Mishima                                                                     | 21 marzo 2010    |         |
| 12 | Kameko VS Kiriko 「ケメコVSキリコ」 - Kameko VS Kiriko                                           | 28 marzo 2010    |         |

## Colonna sonora
Sigla di apertura
- Kemeko Deluxe! (ケメコデラックス！) cantata da Kemeko to Deluxe: Chiwa Saito, Haruka Tomatsu, Mikako Takahashi, Rie Kugimiya, Ryoko Shiraishi, Ayako Kawasumi e Mai Goto

Sigla di chiusura
- Purippurin Taisou (プリップリン体操) cantata da Chiwa Saito